# Santiago Cafiero
Santiago Andrés Cafiero (sinh ngày 30 tháng 8 năm 1979) là một nhà khoa học và chính trị gia người Argentina. Ông hiện đang giữ chức vụ Chánh văn phòng Nội các sau khi được Tổng thống Alberto Fernández bổ nhiệm, kể từ ngày 10 tháng 12 năm 2019.